# Vännäs kommun
Vännäs kommun är en kommun i Västerbottens län i landskapet Västerbotten i Sverige samt en mindre del av kommunens sydvästra hörn i landskapet Ångermanland. Centralort är Vännäs.
Topografin karaktäriseras av sprickdalslandskapet med skog på höjderna och älvar i dalstråken. Dessa naturresurser har traditionellt utgjort basen för näringslivet. Senare har dock förutsättningarna ändrats och kommunen är numer en utpendlingskommun, givet närheten till Umeå kommun. 
Sedan kommunen fick sin nuvarande form 1983 har folkmängden ökat med omkring 10 procent fram till år 2020. Kommunen har haft växlande koalitionsstyren.

## Administrativ historik
Kommunens område motsvarar Vännäs socken där Vännäs landskommun bildades vid kommunreformen 1862.
Vännäs municipalsamhälle inrättades 25 september 1896 och upplöstes när Vännäs köping bildades 1928 genom en utbrytning ur landskommunen. Vännäsby municipalsamhälle inrättades 22 september 1939 och upplöstes vid utgången av 1959.
Kommunreformen 1952 påverkade inte indelningarna i området, då varken Västerbottens eller Norrbottens län berördes av reformen.
Vännäs kommun bildades vid kommunreformen 1971 av Vännäs köping och Vännäs landskommun. 1974 införlivades Bjurholms kommun i Vännäs kommun vars område sedan bröts ut igen år 1983 då Bjurholms kommun återbildades.
1973 överfördes ett område med 13 invånare och en areal av 7,1 kvadratkilometer, varav 6,9 land, från Nordmalings kyrkobokföringsdistrikt i Nordmalings församling i Nordmalings kommun till Vännäs.
Kommunen ingick från bildandet till 1982 i Umebygdens domsaga och kommunen ingår sedan 1982 i Umeå domkrets.

## Geografi
Kommunen ligger i Västerbottens läns sydöstra del och gränsar till Vindelns kommun i norr, Umeå kommun i öster, Nordmalings kommun i söder och Bjurholms kommun i väster.

### Topografi och hydrografi
Sprickdalslandskapet som utgör terrängen domineras av breda dalstråk kring Umeälven och Vindelälven samt älvarnas biflöden. Höjderna, som består av urberg, är klädda med barrskog. Dalgångarna består odlade området med stora jorddjup. Vattendragen har, som en följd av landhöjningen, skurit sig ner i marken vilket bildat höga erosionsbranter. Den oreglerad Vindelälven drabbas periodvis av översvämningar vilket bildat stränder med  rikt varierad växtlighet.

### Naturskydd
År 2022 fanns 10 naturreservat och fyra områden som klassades som Natura 2000. Exempelvis var Vännforsen både naturreservat och Natura 2000-område. Dessutom var de tre områden utsedda som  riksintresse för naturvård:
- Brånsjön – en grund slätsjö med mycket rikt fågelliv.
- Orrböle – ett granskogsreservat med ovanlig flora, exempelvis orkidéarter, norna och guckusko.
- Vindelälven

### Administrativ indelning
Fram till 2016 var kommunen för befolkningsrapportering indelad i ett enda område: Vännäs församling.
Från 2016 indelas kommunen i ett enda distrikt, Vännäs distrikt.

### Tätorter
Vid tätortsavgränsningen av Statistiska centralbyrån den 31 december 2015 fanns det två tätorter i Vännäs kommun.
| Nr | Tätort   | Folkmängd |
| -- | -------- | --------- |
| 1  | Vännäs   | 4 373     |
| 2  | Vännäsby | 1 581     |

Centralorten är i fet stil.
Totalt bodde 69,3 procent av kommunens befolkning i de två tätorterna Vännäs och Vännäsby år 2015.

## Styre och politik

### Styre
Under mandatperioden 2014 till 2018 styrde de rödgröna i en majoritetskoalition. Efter valet 2018 tappade dock koalitionen sin majoritet. I syfte att undvika att  Sverigedemokraterna fick en vågmästarroll under mandatperioden 2018 till 2022 bildades en regnbågskoalition med de rödgröna och Moderaterna. Koalitionen fortsatte att styra efter valet 2022, men då utan Miljöpartiet.

### Kommunfullmäktige

#### Presidium
| Presidium 2022–2026    | Presidium 2022–2026 | Presidium 2022–2026 |
| ---------------------- | ------------------- | ------------------- |
| Ordförande             | S                   | Lillemor Lundgren   |
| Förste vice ordförande | C                   | Tommy Bingebo       |
| Andre vice ordförande  | M                   | Agneta Nilsson      |

#### Mandatfördelning 1970–2022
| 18 | 12 | 5 | 2 | 4 |

| 35 | 6 |

| 17 | 12 | 6 | 2 | 4 |

| 36 |

|  | 17 | 12 | 5 | 2 | 4 |

| 32 | 9 |

| 2 | 16 | 11 | 5 | 2 | 5 |

| 27 | 14 |

| 2 | 17 | 9 | 2 |  | 4 |

| 24 | 11 |

| 2 | 16 | 8 | 4 | 2 | 3 |

| 25 | 10 |

| 2 | 16 | 8 | 4 | 2 | 3 |

| 20 | 15 |

| 2 | 15 | 8 | 3 | 3 | 4 |

| 19 | 16 |

| 3 | 17 |  | 7 | 2 | 2 | 3 |

| 19 | 16 |

| 5 | 15 |  | 6 | 2 | 3 | 3 |

| 22 | 13 |

| 5 | 15 | 8 | 3 | 2 | 2 |

| 20 | 15 |

| 4 | 14 |  | 8 | 2 | 3 | 3 |

| 19 | 16 |

| 4 | 15 | 2 | 6 | 2 | 2 | 4 |

| 21 | 14 |

| 5 | 13 | 2 |  | 8 |  | 2 | 3 |

| 18 | 17 |

| 4 | 10 |  | 2 | 8 |  | 2 | 3 |

| 16 | 15 |

| 3 | 11 |  | 3 | 6 | 2 | 5 |

| 15 | 16 |

### Nämnder

#### Kommunstyrelse
Totalt har kommunstyrelsen 11 ledamöter, varav fyra tillhör Socialdemokraterna, två tillhör Centerpartiet och Moderaterna, medan Vänsterpartiet, Kristdemokraterna och Sverigedemokraterna har en ledamot vardera.
| Presidium 2022–2026    | Presidium 2022–2026 | Presidium 2022–2026 |
| ---------------------- | ------------------- | ------------------- |
| Ordförande             | S                   | Anna Frej           |
| Förste vice ordförande | C                   | Anders Nilsson      |
| Andre vice ordförande  | M                   | Jan Nilsson         |

#### Lista över kommunstyrelsens ordförande
- Lennart Nilsson, Centerpartiet, 1 januari 1971–1982[16][17]
- Rolf Thomasson, Socialdemokraterna, 1983–1990[18][19]
- Matts Lundgren, Socialdemokraterna, 1991–1991[20]
- Åke Sandström, Centerpartiet, 1992–1994[21][22]
- Matts Lundgren, Socialdemokraterna, 1995–1 juli 2008[23][24]
- Johan Söderling, Socialdemokraterna, 1 juli 2008–28 februari 2020[24][25]
- Anna Frej, Socialdemokraterna, 1 mars 2020–[26][27]

Denna lista hämtas från Wikidata. Informationen kan ändras där.

#### Övriga nämnder
| Nämnder 2022–2026            | Ordförande | Ordförande        | Vice ordförande | Vice ordförande    |
| ---------------------------- | ---------- | ----------------- | --------------- | ------------------ |
| Barn- och utbildningsnämnden | S          | Johan Ågren       | C               | Matilda Lundberg   |
| Vård- och omsorgsnämnden     | S          | Henric Jakobsson  | C               | Ingmarie Lindqvist |
| Plan- och miljönämnden       | S          | Sofie Gustafsson  | C               | Leif Lindgren      |
| Valnämnden                   | V          | Magnus Jälmbrandt | C               | Sofia Blomquist    |

### Valresultat 2022
| Parti                            | Valdistrikt           | Valdistrikt | Kommun  |
| Parti                            | Starkaste             | Andel       | Andel   |
| -------------------------------- | --------------------- | ----------- | ------- |
| S                                | Myran-Centrum         | 42,50 %     | 35,32 % |
| C                                | Västra byarna-Älvdala | 25,21 %     | 17,16 % |
| M                                | Vännäsby              | 20,91 %     | 14,67 % |
| V                                | Myran-Centrum         | 11,43 %     | 9,81 %  |
| SD                               | Östra byarna          | 10,61 %     | 9,68 %  |
| KD                               | Lägret-Nyby           | 8,45 %      | 7,19 %  |
| MP                               | Östra byarna          | 5,83 %      | 4,28 %  |
| L                                | Lägret-Nyby           | 2,21 %      | 1,70 %  |
| Data hämtat från Valmyndigheten. |                       |             |         |

Exklusive uppsamlingsdistrikt. Partier som fått mer än en procent av rösterna i minst ett valdistrikt redovisas.

### Internationella relationer
Politiken har pekat ut vikten av internationella relationer som en del av en globaliserad värld och konstaterat att "allt internationellt arbete bygger i grunden på upparbetade personliga kontakter och är ett mycket långsiktigt arbete". Som en del av detta har kommunen tre vänortsavtal vilka inledningsvis handlade om att bygga relationer och att lära känna varandras kulturer. Senare har relationen med vänorterna ändrats och handlar mer om affärskontakter, idéutbyten och skolsamverkan.
I slutet på 1980-talet tecknades ett vänortsavtal med Hemnes i Norge och 1998 undertecknade Vännäs kommun ett samverkansavtal med en kommun i norra Italien – Cameri. Detta avtal övergick till ett vänortsavtal som undertecknades 2003. Den tredje vänorten är Isokyrö i Finland. Därtill har kommunen en  annan typ av samarbete med Prokuplje i Serbien.

## Ekonomi och infrastruktur

### Näringsliv
Skogen och vattnet är kommunens naturresurser, dessa utgör också basen för det lokala näringslivet. Traditionellt har träindustrin varit en viktig del av näringslivet och bland företag inom branschen märks i början av 2020-talet Vännäs Dörr. I kommunen finns också kraftbolag samt de tågrelaterade företagen Green Cargo och Euromint Rail. Handeln har över tid vuxit och blivit allt viktigare. Kommunen utgör den enskilt största arbetsgivaren, men en stor del av de förvärvsarbetande invånarna pendlar till  Umeå kommun.
Vännäsgalan, den lokala näringslivsgalan, syftar till att "inspirera, samt hylla och uppmärksamma företag, entreprenörer och ambassadörer i Vännäs". Galan arrangeras av Vännäs kommun och Företagarna Vännäs och vid varje gala delas följande priser ut: Årets företagare, Vännäs kommuns näringslivspris, Årets Vännäsambassadör samt Västerbottningens mediepris.

### Infrastruktur

#### Transporter
Från öst kommer Europaväg 12 (Blå vägen) in i kommunen och vidare till grannkommunen i norr. Kommunen genomkorsas från öst till väst av riksväg 92. Tvärbanan Umeå–Vännäs linjen och Stockholm–Boden möts i centralorten.

#### Utbildning
I kommunen fanns tre kommunala grundskolor och en fristående grundskola år 2022. Liljaskolan är kommunens gymnasieskola och där bedrivs även vuxenutbildning. År 2022 studerade totalt 750 elever, varav 150 var vuxna, på skolan. Gymnasieeleverna var inflyttade från ett 40-tal kommuner och studerade med elever från hela Norden. På Liljaskolan bedrivs även Yrkeshögskola.

## Befolkning

### Demografi

#### Befolkningsutveckling
| Befolkningsutvecklingen i Vännäs kommun 1970–2020 | Befolkningsutvecklingen i Vännäs kommun 1970–2020 | Befolkningsutvecklingen i Vännäs kommun 1970–2020 | Befolkningsutvecklingen i Vännäs kommun 1970–2020 | Befolkningsutvecklingen i Vännäs kommun 1970–2020 |
| --- | ------------------------------------------------- | ------------------------------------------------- | ------------------------------------------------- | ------------------------------------------------- |
| |                                                   |                                                   |                                                   |                                                   |
| År |                                                   |                                                   | Folkmängd                                         |                                                   |
| 1970 | 1970                                              |                                                   | 8 166                                             |                                                   |
| 1975 | 1975                                              |                                                   | 7 870                                             |                                                   |
| 1980 | 1980                                              |                                                   | 8 093                                             |                                                   |
| 1985 | 1985                                              |                                                   | 8 117                                             |                                                   |
| 1990 | 1990                                              |                                                   | 8 410                                             |                                                   |
| 1995 | 1995                                              |                                                   | 8 780                                             |                                                   |
| 2000 | 2000                                              |                                                   | 8 532                                             |                                                   |
| 2005 | 2005                                              |                                                   | 8 412                                             |                                                   |
| 2010 | 2010                                              |                                                   | 8 414                                             |                                                   |
| 2015 | 2015                                              |                                                   | 8 593                                             |                                                   |
| 2020 | 2020                                              |                                                   | 8 997                                             |                                                   |
| Anm: Uppgifterna avser förhållandena den 31 december enligt den kommunala indelningen den 1 januari året efter. I uppgifterna ingår inte invånarantalet för Bjurholms kommun, som var del av Vännäs kommun 1974-1982. |                                                   |                                                   |                                                   |                                                   |

#### Befolkningstäthet
Kommunen hade den 31 december 2017 en befolkningstäthet på 16,6 invånare per km², medan den i riket var 24,8 inv/km².

#### Utländsk bakgrund
Den 31 december 2016 utgjorde antalet invånare med utländsk bakgrund (utrikes födda personer samt inrikes födda med två utrikes födda föräldrar) 728, eller 8,37 procent  av befolkningen (hela befolkningen: 8 695 den 31 december 2016). Den 31 december 2002 utgjorde antalet invånare med utländsk bakgrund enligt samma definition 341, eller 4,02 procent av befolkningen (hela befolkningen: 8 479 den 31 december 2002).
| Bakgrund den 31 december 2016                             | Antal | Andel   | Varav män | Kvinnor |
| --------------------------------------------------------- | ----- | ------- | --------- | ------- |
| Utrikes födda                                             | 655   | 7,53 %  | 323       | 332     |
| Inrikes födda med två utrikes födda föräldrar             | 73    | 0,84 %  | 35        | 38      |
| Inrikes födda med en inrikes och en utrikes född förälder | 428   | 4,92 %  | 222       | 206     |
| Inrikes födda med två inrikes födda föräldrar             | 7 539 | 86,71 % | 3 858     | 3 681   |

#### Invånare efter de vanligaste födelseländerna
Denna tabell redovisar födelseland för Vännäs kommuns invånare enligt den statistik som finns tillgänglig från Statistiska centralbyrån (SCB). SCB redovisar endast födelseland för de fem nordiska länderna samt de 12 länder med flest antal utrikes födda i hela riket. En person som inte kommer från något av de här 17 länderna har istället av SCB förts till den världsdel som födelselandet tillhör. Personer födda i Sovjetunionen samt de personer med okänt födelseland är också medtagna i statistiken.
| Födelseland 31 december 2017 | Födelseland 31 december 2017      | Födelseland 31 december 2017 | Födelseland 31 december 2017 | Födelseland 31 december 2017 |
| ---------------------------- | --------------------------------- | ---------------------------- | ---------------------------- | ---------------------------- |
| Nr                           | Land/världsdel                    | Antal                        | Andel                        | Andel i hela riket           |
| 1                            | Sverige                           | 8 040                        | 91,92 %                      | 81,45 %                      |
| 2                            | Afghanistan                       | 102                          | 1,16 %                       | 0,43 %                       |
| 3                            | Asien: Övriga länder              | 69                           | 0,79 %                       | 2,22 %                       |
| 4                            | Finland                           | 68                           | 0,77 %                       | 1,49 %                       |
| 5                            | Thailand                          | 62                           | 0,71 %                       | 0,41 %                       |
| 6                            | Afrika: Övriga länder             | 61                           | 0,70 %                       | 1,01 %                       |
| 6                            | Europeiska unionen: Övriga länder | 61                           | 0,70 %                       | 2,15 %                       |
| 8                            | Somalia                           | 52                           | 0,59 %                       | 0,66 %                       |
| 9                            | Norge                             | 31                           | 0,35 %                       | 0,42 %                       |
| 9                            | Syrien                            | 31                           | 0,35 %                       | 1,70 %                       |
| 11                           | Eritrea                           | 30                           | 0,34 %                       | 0,39 %                       |
| 12                           | Nordamerika                       | 21                           | 0,24 %                       | 0,38 %                       |
| 12                           | Tyskland                          | 21                           | 0,24 %                       | 0,50 %                       |
| 14                           | Iran                              | 19                           | 0,22 %                       | 0,73 %                       |
| 15                           | Irak                              | 18                           | 0,21 %                       | 1,39 %                       |
| 16                           | Sydamerika                        | 14                           | 0,16 %                       | 0,70 %                       |
| 17                           | Europa utom EU: Övriga länder     | 12                           | 0,14 %                       | 0,77 %                       |
| 18                           | Danmark                           | 10                           | 0,11 %                       | align=right \| 0,40 %        |
| 19                           | Turkiet                           | 8                            | 0,09 %                       | 0,48 %                       |
| 20                           | Polen                             | 7                            | 0,08 %                       | 0,90 %                       |
| 21                           | Oceanien                          | 6                            | 0,07 %                       | 0,06 %                       |
| 22                           | Bosnien och Hercegovina           | 3                            | 0,03 %                       | 0,58 %                       |
| 23                           | Sovjetunionen                     | 2                            | 0,02 %                       | 0,06 %                       |
| 24                           | Island                            | 1                            | 0,01 %                       | 0,06 %                       |
| 25                           | / SFR Jugoslavien/FR Jugoslavien  | 0                            | 0,00 %                       | 0,65 %                       |
| 25                           | Okänt födelseland                 | 0                            | 0,00 %                       | 0,01 %                       |

#### Utländska medborgare
Den 31 december 2016 hade 361 invånare (4,15 %), varav 194 män och 167 kvinnor, ett utländskt medborgarskap och saknade samtidigt ett svenskt sådant. Personer som har både utländskt och svenskt medborgarskap räknas inte av Statistiska centralbyrån som utländska medborgare.

## Kultur

### Kulturarv
Bland byggnadsminnen i kommunen återfinns exempelvis Vännäs läger bestående av ett 30-tal byggnader som färdigställdes år 1900 för Westerbottens regemente. Kort därefter innebar värnpliktsreformen att regementet flyttades till Umeå. Ett annat kulturarv är Vännäs kyrka i Vännäsby. Den är timrad i grovt virke och invigdes 1825.

### Kommunvapen
Vännäs kommun som sedan 1983 är en självständig enhet, beslöt vid kommunfullmäktiges sammanträde i juni 1984 att anta det vapen som åren 1952-1971 fördes av Vännäs landskommun som officiellt kännetecken. Motivationen var: "Detta vapen innehåller en brospann som syftar på järnvägs- och landsvägsbroar inom kommunen, samt tre stockar som ursprungligen syftade på den numera upphörda flottningen, men som nu syftar på skogsbrukets fortsatta betydelse."
Riksarkivet föreslog senare en moderniserad nyuppmålning som utfördes av konstnär Ingrid Lamby år 1984. Riksarkivet konstaterade då att kommunen antagit ett vapen med följande beskrivning:
Blasonering: I blått fält en genomgående bro med överliggande båge av silver och därunder tre stockar av guld, ordnade 2,1 och bjälkvis ställda.
Vännäs köping hade ett eget vapen.
Kommunvapnet ska inte förväxlas med kommunens logotyp som sedan 2012 är en symbol uppbyggd av åtta olikfärgade trianglar som bildar ett
liggande "V" och en pilform, pekandes åt höger. Under symbolen står det "vännäs".

Vännäs köping (1951–1970)
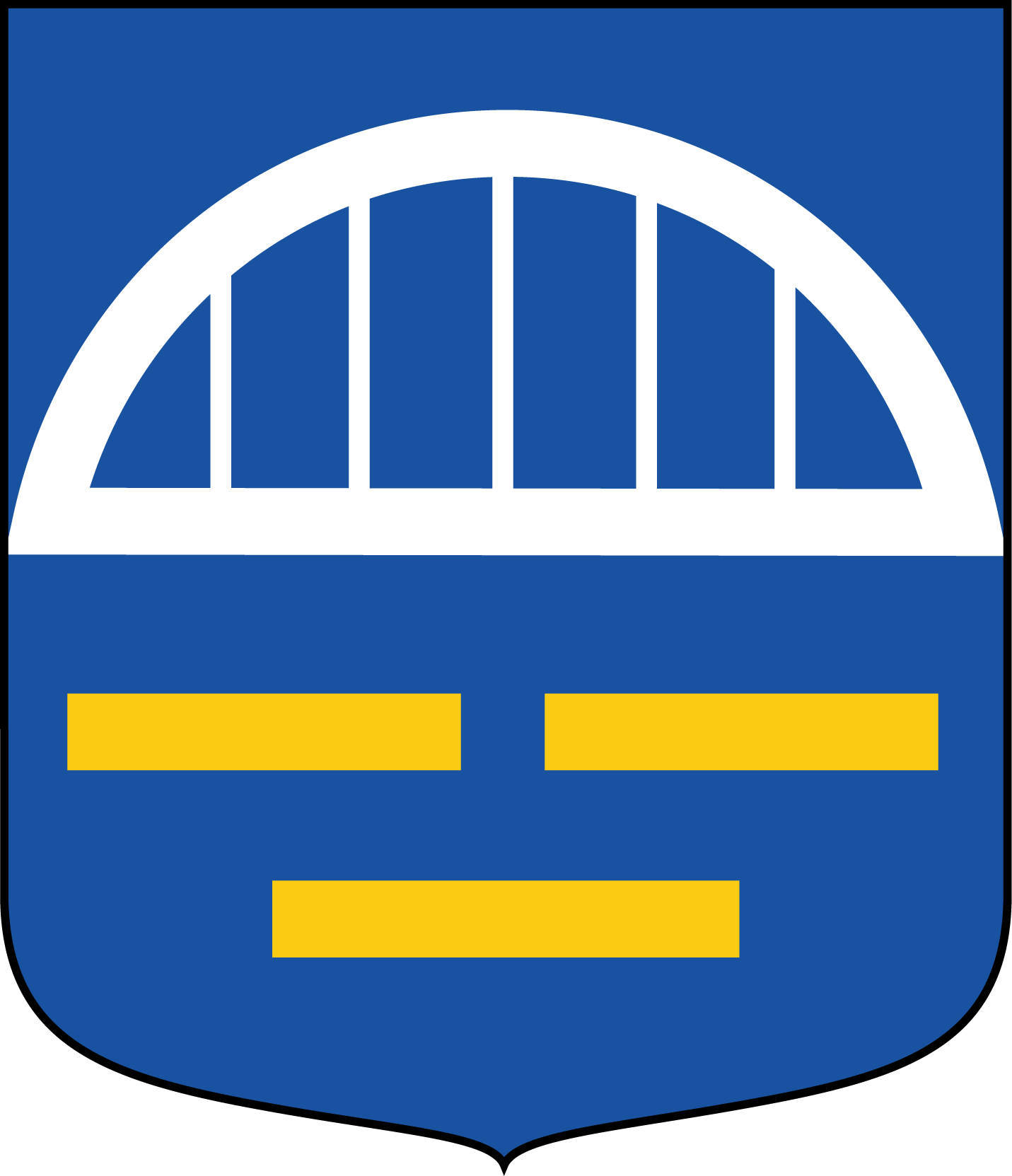
Vännäs landskommun (1947–1970) Vännäs kommun (1985-)